# Вечные (фильм)
«Ве́чные» (англ. Eternals) — американский супергеройский фильм, основанный на комиксах издательства Marvel, созданный студией Marvel Studios и распространяемый компанией Walt Disney Studios Motion Pictures. 26-й по счёту фильм кинематографической вселенной Marvel. Режиссёром ленты является Хлоя Чжао, которая также написала сценарий вместе с Патриком Бёрли и Райаном и Казом Фирпо. Главные роли исполнили Джемма Чан, Ричард Мэдден, Кумэйл Нанджиани, Лия Макхью, Брайан Тайри Генри, Лорен Ридлофф, Барри Кеоган, Дон Ли, Хариш Патель, Кит Харингтон, Сальма Хайек и Анджелина Джоли. По сюжету фильма Вечные, бессмертная инопланетная раса, спустя тысячи лет выходят из тени, чтобы защитить Землю от своих злых собратьев, Девиантов.
В апреле 2018 года президент Marvel Studios Кевин Файги объявил о работе над фильмом «Вечные». В мае в качестве сценаристов были приглашены Райан и Каз Фирпо. В сентябре режиссёрское кресло досталось Хлое Чжао. Ей была предоставлена творческая свобода при создании ленты, что выразилось в сохранении её режиссёрского стиля — натурные съёмки использовались больше, чем в предыдущих фильмах Marvel. Чжао в тандеме с Патриком Бёрли также переписала сценарий. Кастинг начался в марте 2019 года, в результате актёрский состав оказался весьма разнообразным в расовом и гендерном плане. Съёмки проходили с июля 2019 года по февраль 2020 года на студии Pinewood, а также в Лондоне, Оксфорде и на Канарских островах.
Мировая премьера фильма состоялась 18 октября 2021 года в Лос-Анджелесе. Картина вышла в прокат в США 5 ноября 2021 года, в России — 8 ноября и стала частью Четвёртой фазы КВМ. Фильм собрал в прокате более $402 млн, став 10-м самым кассовым проектом 2021 года, и получил смешанные отзывы критиков, которые оценили визуальные решения, поднятые темы и актёрскую игру, но раскритиковали экспозицию, темп повествования и хронометраж ленты.

## Сюжет
В 5000 году до н. э. десять могущественных Вечных — Аяк, Серси, Икарис, Кинго, Спрайт, Фастос, Маккари, Друиг, Гильгамеш и Фина — были посланы Целестиалом Аришемом на Землю для уничтожения агрессивной расы Девиантов. На протяжении тысячелетий они защищали человечество от Девиантов, но им было запрещено вмешиваться в конфликты людей. Вечные, как им казалось, убили последних Девиантов в 1521 году. Однако их мнения об ответственности перед человечеством разошлись. В течение следующих пятисот лет Вечные в основном жили отдельно друг от друга, ожидая возвращения Аришема.
В настоящее время Серси и Спрайт живут вместе в Лондоне. Партнёр Серси, Икарис, покинул её более пятисот лет назад, и теперь она встречается с Дэйном Уитманом, который работает в Музее естествознания. На троицу внезапно нападает Девиант Кро, но прилетает Икарис и прогоняет монстра. Осознав, что Девианты вернулись, Серси, Спрайт и Икарис готовы воссоединиться с другими Вечными. Они отправляются в Южную Дакоту, где обосновалась Аяк, лидер команды. Но выясняется, что Кро убил Аяк несколько дней назад и получил её способности к исцелению.
Перед смертью Аяк выбрала Серси в качестве своей преемницы, предоставив ей возможность общаться с Аришемом. Выясняется, что истинная цель миссии Вечных состояла не в том, чтобы бороться с Девиантами, а в том, чтобы подготовить Землю к «Пробуждению». Аришем объясняет, что в течение миллионов лет Целестиалы помещали свои семена в ядра населённых планет для рождения новых Целестиалов. Вначале Целестиалы посылали Девиантов для уничтожения сверххищников каждой из планет, чтобы обеспечить развитие жизни. Однако, когда Девианты эволюционировали и стали охотиться на коренное население планет, Целестиалы создали Вечных для уничтожения Девиантов. Когда планета достигает необходимого количества населения, новорождённый Целестиал разрушает её, а память Вечных стирается. Аришем объясняет, что после Скачка Земля готова к рождению Целестиала Тиамута, что приведёт к её уничтожению и последующему созданию тысяч новых миров.
Однако полюбившие человечество Вечные решают предотвратить «Пробуждение» Тиамута. Они воссоединяются с Кинго в Индии и встречают Фину и Гильгамеша в Австралии, а затем отправляются к Друигу в дождевые леса Амазонии, где на них нападают Кро и Девианты. Кро убивает Гильгамеша и впитывает его силы, обретая полностью гуманоидную форму и способность говорить. После кремации Гильгамеша Вечные посещают Фастоса и находят свой корабль «Домо». Фастос предлагает Друигу усыпить Тиамута, используя способности по контролю разума, усиленные «Уни-Умом», связью между всеми Вечными. Но оказывается, что несколько веков назад Аяк рассказала Икарису о «Пробуждении». А за шесть дней до воссоединения команды Аяк встретилась с Икарисом и рассказала о планах по недопущению «Пробуждения». Верный замыслу Аришема Икарис отдал Аяк на растерзание Девиантам. Теперь же Икарис выступает против всей команды и сбегает вместе со Спрайт. Кинго тоже уходит, не желая бороться с Аришемом, Икарисом или Спрайт.
Маккари находит эпицентр «Пробуждения» у подножия действующего вулкана в Индийском океане. Вечные сражаются с Икарисом и Спрайт, а затем на них нападает Кро, которого убивает Фина. Друиг отправляет Спрайт в нокаут после того, как она пытается убить Серси. Другие Вечные пытаются нейтрализовать Икариса, но он освобождается и готовится убить Серси, но оказывается неспособен закончить начатое из-за любви к ней. Фастос активирует «Уни-Ум», а Серси, с помощью сил Вечных, включая Спрайт и Икариса, использует свои способности к трансмутации материи и превращает Тиамута в статую из адамантия. Охваченный чувством вины Икарис летит к Солнцу и погибает. После сражения Серси использует оставшуюся энергию «Уни-Ума», чтобы превратить Спрайт по её желанию в человека, лишив бессмертия.
Фина, Друиг и Маккари улетают на «Домо», чтобы найти других Вечных, в то время как Серси, Фастос, Кинго и Спрайт остаются на Земле. Дэйн признается в любви к Серси и собирается раскрыть секрет истории своей семьи, но в этот момент Аришем забирает Серси в космос вместе с Фастосом и Кинго. Целестиал недоволен тем, что Вечные предотвратили «Пробуждение», но решает пощадить человечество, если воспоминания команды покажут, что люди достойны спасения. Аришем обещает вернуться для суда над человечеством и исчезает в космосе вместе с тремя Вечными.
В первой сцене после титров Эрос, брат Таноса и представитель другой группы Вечных, вместе со своим помощником троллем Пипом телепортируется на «Домо» и предлагает Фине, Маккари и Друигу свою помощь. Во второй сцене после титров Дэйн Уитман открывает старый сундук, унаследованный от своих предков, в котором хранится легендарный Эбеновый меч. В этот момент некий человек спрашивает Дэйна, готов ли он к этому.

## Актёрский состав
- Джемма Чан — Серси:
Чуткая Вечная с тягой к человечеству и Земле, которая может манипулировать неодушевлённой материей. На протяжении многих столетий Серси была влюблена в Икариса и имеет сильную связь со Спрайт. На Земле она выдаёт себя за музейного куратора и встречается с Дэйном Уитманом[10][11]. Продюсер Кевин Файги назвал Серси главной героиней фильма[12]. Режиссёр Хлоя Чжао рассказала, что они с Чан были заинтересованы в создании «утончённой супергероини, которую редко можно увидеть в подобном жанре». Чжао добавила, что Чан «привнесла в персонажа прекрасное чувство мягкости, сострадания и уязвимости», которое «пригласит зрителей переосмыслить, что значит быть героическим»[10]. Чан назвала Серси «приземлённой… [и] отчасти свободной духом»[13]. Ранее Чан исполнила роль Миннь-Эрвы в фильме КВМ «Капитан Марвел» (2019)[14].
- Ричард Мэдден — Икарис:
Вечный, который может летать и излучать лучи космической энергии из своих глаз, и который намерен выполнить своё предназначение[13]. Говоря об отношениях между Икарисом и Серси, Мэдден сказал, что герои находятся на довольно «глубоком уровне романтических отношений»[13], имея «два разных типа связи с миром», поскольку Серси милосердна к людям, а Икарис более отдалён от них, учитывая долгую жизнь Вечных[11]. Мэдден старался найти способ изобразить Икариса таким образом, чтобы он не выглядел «уставшим от всего»[13]. На взгляд Чжао на Икариса повлиял Супермен, в частности интерпретация персонажа режиссёром Заком Снайдером в фильме «Человек из стали» (2013)[15].
- Кумэйл Нанджиани — Кинго:
Вечный, который может стрелять снарядами космической энергии из своих рук. Очарованный славой, Кинго становится популярной звездой Болливуда, чтобы влиться в земное общество[11][16]. Нанджиани хотел, чтобы его актёрская игра сочетала остроумное поведение Джона Макклейна из серии фильмов «Крепкий орешек» и внешность болливудского актёра Ритика Рошана[17]. Он изучал фильмы Эррола Флинна и некоторые из оригинальных фильмов о Зорро, чтобы подготовиться к роли. Нанджиани, не являвшийся танцором, посчитал изучение болливудских танцев сложной задачей[13].
- Лия Макхью — Спрайт: Вечная, которая может создавать реалистичные иллюзии. Спрайт выглядит как 12-летний ребёнок, и Макхью называет её «взрослой в душе»[11]. Макхью описала Спрайт как «Динь-Динь для Питера Пэна [Икариса]», и она в основном вдохновлялась работой Нила Геймана над персонажем[18].
- Брайан Тайри Генри — Фастос:
Вечный и умный изобретатель оружия и технологий[13]. Он — первый супергерой-гей в КВМ[19].
- Лорен Ридлофф — Маккари:
Вечная, обладающая сверхскоростью. Героиня является первым глухим супергероем в КВМ[13]. Сначала Ридлофф стала больше бегать при подготовке к роли, но затем актриса переключилась на наращивание мышц, чтобы выглядеть «симметрично как спринтер»[13].
- Барри Кеоган — Друиг: Отчуждённый Вечный, который может манипулировать разумами других[13].
- Дон Ли — Гильгамеш: Самый сильный Вечный, имеющий глубокую связь с Финой[13]. Ли стремился получить эту роль, чтобы вдохновить молодое поколение, став первым корейским супергероем. Актёр смог воспользоваться своим боксёрским прошлым при подготовке к роли[11].
- Хариш Патель[англ.] — Карун Патель: Камердинер и менеджер Кинго[20].
- Кит Харингтон — Дэйн Уитмен: Человек, который работает в Музее естествознания в Лондоне и встречается с Серси[11][21].
- Сальма Хайек — Аяк:
Мудрая Вечная, духовный лидер команды, обладающая способностью исцелять и являющаяся «мостом» между Вечными и Целестиалами[13]. Изменение комиксного пола персонажа позволило Хайек опереться на женственность Аяк и сделать её «материнской фигурой» для Вечных[13]. Хайек поначалу не решалась работать с Marvel, полагая, что ей достанется роль второго плана или роль «бабушки»[11].
- Анджелина Джоли — Фина: Воинственная Вечная, элитный солдат, которая может создать любое оружие из космической энергии и которая на протяжении нескольких столетий развила тесную связь с Гильгамешем[11][13]. Она также страдает от психологического состояния, называемого Мад Ви’ри[22]. Джоли тренировалась с различными мечами, копьями и посохами для этой роли, а также занималась балетом[11].

Кроме того, Девианта Кро озвучивает Билл Скарсгард, в то время как Дэвид Кэй озвучивает Целестиала Аришема. Хааз Слейман и Эсай Дэниел Кросс исполняют роли Бена и Джека, мужа и сына Фастоса, соответственно; а Зейн Аль Раффеа изображает деревенского жителя, который столкнулся с Вечными по их прибытии на Землю. Гарри Стайлз появляется в сцене после титров в роли Эроса, брата Таноса, вместе с Пэттоном Освальтом, который озвучивает его помощника, тролля Пипа; он ранее сыграл братьев Кёнигов в телесериале Marvel Television «Агенты „Щ.И.Т.“» (2013—2020). Махершала Али появился с камео Блэйда в сцене после титров, но слышен лишь его голос; Али ранее исполнял роль Корнелла «Щитомордника» Стоукса в первом сезоне сериала Marvel Television «Люк Кейдж».

## Производство

### Замысел
В апреле 2018 года президент Marvel Studios Кевин Файги сказал, что студия активно разрабатывает фильм по мотивам серии комиксов Джека Кёрби «Вечные» и что его планируют выпустить в рамках Четвёртой фазы киновселенной. Marvel встречалась с несколькими сценаристами и, как полагали, они хотели, чтобы сюжет их фильма был сосредоточен на персонаже Серси. Месяц спустя Marvel поручила Казу и Райану Фирпо написать сценарий, и наброски их историй включали любовную историю между Серси и Икарисом. В июне Файги сказал, что Marvel заинтересована в изучении «научно-фантастического тропа о древних пришельцах», и они сделали так, чтобы Вечные были источником вдохновения для мифов и легенд на протяжении всей истории Кинематографической вселенной Marvel (КВМ).
В конце августа поиск режиссёра «Вечных» сузился до шорт-листа, в который входили Хлоя Чжао (которая также была среди претендентов на должность режиссёра «Чёрной вдовы»), Николь Кассель, Трэвис Найт, Кристина Гальего и Сиро Герра. Чжао обратилась в Marvel Studios по поводу создания фильма, так как она была фанатом КВМ. Она хотела работать со студией, чтобы привнести свой взгляд и построение мира во франшизу, и впечатлила их презентацией, которая включала «кучу визуала», чтобы передать свою идею, и Файги посчитал её захватывающей. Чжао работала с исполнительным продюсером Нейтом Муром, чтобы разработать свою идею. Презентация также оставила Marvel обеспокоенной тем, что вместо этого она может взяться за другой крупный проект, и они быстро начали действовать, чтобы она осталась в проекте, и в сентябре Чжао была нанята в качестве режиссёра фильма. Чжао надеялась сделать размах фильма больше, чем у фильма «Мстители: Финал» (2019), но также хотела, чтобы фильм был интимным. Чжао описала фильм как плавильный котёл влияний, исходящий из оригинальной работы Кёрби, предыдущих проектов КВМ, фанатства Хлоей вселенной КВМ и её любви к научно-фантастическим и фэнтезийным фильмам и мангам. Говоря конкретно о своей любви к мангам, она надеялась, что эти влияния создадут «брак Востока и Запада». Чжао ссылалась на телесериал «Древние пришельцы», серию видеоигр «Final Fantasy», концепции из книги Юваля Ноя Харари «Sapiens: Краткая история человечества» и фильмы Терренса Малика в качестве своих источников вдохновения для фильма.
Marvel считала, что «Вечные» является идеальным переходом к своей следующей фазе фильмов наряду с такими проектами, как «Капитан Марвел» (2019), что позволило студии брать разнообразную группу актёров на роли различных Вечных. Первоначальные документы Мура по планированию проекта включали в себя изменение пола, сексуальности и этнической принадлежности некоторых персонажей из комиксов, при этом Чжао продолжала отстаивать этот подход. В феврале 2019 года Файги повторил, что Marvel заинтересовалась Вечными из-за эпической, охватывающей столетие истории Кёрби, причём версия фильма охватывает 7000 лет и исследует место человечества в космосе. Чжао отметила, что Вечные «жили среди нас так долго, [у них] такая же сложности, как идентичность, цель, вера, личная свобода против большего блага — все двойственности и недостатки, которые делают нас людьми». Пытаясь развить историю, которая охватывала столько лет, Marvel поняла, что персонажи, скорее всего, будут семейной единицей, с дружбой, которая «превратится в заклятых друзей, а затем во врагов, а затем вернётся к дружбе». Чжао также смотрела на Землю как одиннадцатого персонажа фильма, описывая её путешествие вместе с Вечными. Marvel хотела создать больше фильмов про целые команды супергероев, таких как «Стражи Галактики» (2014), которые не были фильмами-кроссоверами, при этом представляя зрителям больше относительно неизвестных персонажей, как это было со Мстителями и Стражами Галактики.

### Подготовка
Я хотела, чтобы он отражал мир, в котором мы живём. Но я также хотела собрать актёрский состав, который бы чувствовался как группа изгоев. Мне не нужны были качки. Я хочу, чтобы вы выходили из кинотеатров, не думая: «Этот человек — эта этническая принадлежность, этот человек — эта национальность». Нет. Я хочу, чтобы вы уходили, думая: «Вот это семья». Вы не думаете о том, что они представляют.
В 2019 году Анджелина Джоли присоединилась к актёрскому составу, как сообщалось, в роли Серси, затем в следующем месяце роли в фильме получили Кумэйл Нанджиани и Дон Ли. В то время ожидалось, что в фильме будет показан первый гей-супергерой от Marvel Studios. В мае Ричард Мэдден вошёл в переговоры о роли Икариса, а в следующем месяце Сальма Хайек вступила в ранние переговоры о неизвестной пока роли. В июле журнал «Variety» сообщил, что в актёрский состав вошли Джоли, Мэдден и Милли Бобби Браун, но Браун опровергла своё участие в картине.
На фестивале San Diego Comic-Con 2019 Файги официально анонсировал фильм с датой выхода 6 ноября 2020 года. Он подтвердил, что Джоли получила роль Тены, Нанджиани — Кинго, Ли — Гильгамеша, Мэдден — Икариса, а Хайек — Аджак, а также объявил, что Лорен Ридлофф получила роль Маккари, Брайан Тайри Генри — Фастоса, а Лия Макхью — Спрайт. Файги добавил, что один из этих актёров исполнил роль ЛГБТ-персонажа, причём актёр Хааз Слейман позже раскрыл, что в фильме Фастос изображён геем. Слейман исполняет роль мужа персонажа, и у пары в фильме есть ребёнок. Слейман считал, что было важно показать «насколько любящей и красивой может быть семья квиров», а не «сексуальной или бунтарской», как это иногда бывает показано в других проектах. Файги сказал, что отношения «всегда были присущи истории», и он чувствовал, что это было «чрезвычайно хорошо сделано» в фильме, причём Слейман сказал, что это было «продуманным» изображением.
Действие «Вечных» разворачивается примерно через восемь месяцев после событий «Мстителей: Финал», и фильм объясняет, почему Вечные не вмешивались ни в какие прошлые конфликты в КВМ. Файги и Мур сказали, что фильм окажет «серьёзное влияние» на будущее КВМ и временами было «непросто» сбалансировать приземлённую природу КВМ с «мифическим величием» собственности Вечных.

### Съёмки
Производство картины началось в июле 2019 года на студии Pinewood в Бакингемшире, Англия. В качестве оператора-постановщика был приглашён Бен Дэвис, который ранее работал над несколькими другими фильмами КВМ. Чжао сказала, что Marvel Studios дала ей творческую свободу снимать на натуре, «именно так, как [она] хотела». Она смогла использовать тот же стиль, что и в своих предыдущих фильмах, включая 360-градусные кадры и работу с той же камерой, что и в фильме «Земля кочевников» (2020), который Чжао должна была завершить бок-о-бок с «Вечными». Чжао чувствовала, что ей «повезло в том, что Marvel хочет рискнуть и сделать что-то другое». Чжао цитировала «Выжившего» (2015) как источник вдохновения, когда она составляла сцены фильма.
В следующем месяце Джемма Чан и Барри Кеоган вели переговоры о присоединении к актёрскому составу. Чан ранее исполняла роль Миннь-Эрвы в «Капитане Марвел», но в сообщениях говорилось, что Marvel потенциально рассматривает её на роль отдельного персонажа в этом фильме. Поскольку Миннь-Эрва умерла в «Капитане Марвел», Чан чувствовала, что она вряд ли вернётся в КВМ, но после работы над фильмом Файги сказал ей, что студия хочет «лучше использовать» её в будущем проекте. Это привело к тому, что Чан пробовалась на роль Серси, и она была одной из последних актрис, которые рассматривались на эту роль. Чан позже описала Серси как самую сложную роль в фильме, которую можно получить. На выставке D23 Expo в августе было подтверждено, что Чан и Кеоган получили в фильме роли Серси и Друига соответственно, и что Кит Харингтон также получил роль Дэйна Витмана. Чан сказала, что она и Marvel Studios были удивлены тем, как скоро после «Капитана Марвел» у неё появилась новая роль в КВМ, и они обе предполагали, что это проект будет в будущем. В конце августа Хариш Патель получил роль Каруна, менеджера Кинго, и он снимался с сентября 2019 года по январь 2020 года.
К началу ноября съёмки проходили на Канарских островах. Актёрский состав и съёмочную группу, включая Джоли и Мэддена, пришлось эвакуировать со съёмочной площадки на острове Фуэртевентура, когда там было обнаружено взрывчатое устройство. Это устройство считалось остатком вооружения с нацистской базы. Позже в том же месяце к актёрскому составу присоединился Зейн Аль Раффеа. В начале января 2020 года съёмки проходили за пределами Музея естественной истории Оксфордского университета в Оксфорде, Англия, а также в Хампстед-Хите и Камдене в Лондоне под рабочим названием «Sack Lunch». Чан сказала, что процесс съёмок сильно отличался от того, что она испытывала на съёмках «Капитана Марвел», объяснив, что «Вечных» снимали больше на натуре и при естественном освещении, в то время как над «Капитаном Марвел» больше работали на студии и с синим фоном. Съёмки завершились 4 февраля 2020 года.

### Пост-продакшн
В марте 2020 года VFX-студия Scanline VFX подтвердила, что работа над картиной будет вестись удалённо в связи с пандемией коронавируса. В начале апреля Disney перенесла большую часть своих фильмов Четвёртой фазы из-за пандемии, в том числе и дату выхода «Вечных» на 12 февраля 2021 года. В августе оригинальное название фильма было официально сокращено с «The Eternals» до «Eternals», а в следующем месяце дата выхода была перенесена на 5 ноября 2021 года. Пересъёмки состоялись к середине ноября 2020 года.
В январе 2021 года Чжао сказала, что она также является сценаристом фильма, и вскоре выяснилось, что Патрик Бёрли также работал над сценарием. Дополнительные съёмки происходили в Лос-Анджелесе в начале февраля, также под рабочим названием «Sack Lunch». Дилан Тиченор и Крэйг Вуд выступили в качестве монтажёров фильма. Тиченор сказал, что Чжао обычно занимается монтажом своих фильмов и имеет «сильное мнение», но в «Вечных» она полагалась на Тиченора и Вуда из-за размера производства и продолжающегося сезона наград для «Земли кочевников». Тиченор добавил, что Чжао уважала опыт монтажа и точку зрения этой пары, и они сделали первый вариант фильма без особого участия с её стороны. Они начали корректировать фильм, основываясь на комментариях Чжао, и всё ещё работали над монтажом в апреле 2021 года. В конце месяца Чжао сказала, что монтаж фильма находится на «последнем этапе», и также стало известно, что в фильме появится Джейшон Сент-Джон, который ранее играл в фильме Чжао «Песни, которым меня научили братья» (2015).
В конце месяца, с выпуском первого тизер-трейлера и постера к фильму, стало известно, как указаны сценаристы в титрах: Чжао и Бёрли указаны как авторы сценария, в то время как Райан и Каз Фирпо указаны как авторы сюжета фильма. Кроме того, выяснилось, что Гил Бирмингем получил роль в фильме. В июле 2021 года Гильдия сценаристов Западной Америки представила финальные титры фильма, указав Райана и Каза Фирпо как сценаристов вместе с Чжао и командой Чжао и Бёрли, в дополнение к тому, что они указаны как авторы сюжета. Мур считал, что студия «откусила столько, сколько мы могли прожевать» с фильмом, создав фильм, который «казался срочным и настоящим и имел [быстрый] темп, но также требовал времени, чтобы вернуться назад на протяжении веков».
На мировой премьере фильма Мэтт Доннелли из «Variety» написал в твиттере, что Гарри Стайлз появился в сцене после титров в роли Эроса, брата Таноса в комиксах, который не был показан на ранних пресс-показах фильма. Позже Чжао рассказала, что она «следила за [Стайлзом]» с момента его появления в фильме Кристофера Нолана «Дюнкерк» (2017), полагая, что он «заставляет меня думать об Эросе как о персонаже».

## Музыка
Музыку к фильму написал немецкий композитор Рамин Джавади, который ранее писал музыку для фильма «Железный человек» (2008). Две песни из саундтрека к фильму «Across the Oceans of Time» и «Eternals Theme», были выпущены как синглы 22 октября 2021 года, а полный альбом был выпущен 3 ноября. Заключительный трек исполняет Селина Шарма. Кроме того, композиция «Time» группы Pink Floyd играет на номерном знаке Marvel Studios, ведущем к первой сцене в настоящем времени, «Sugarfoot» группы Блэка Джо Льюиса и Honeybears играет во время вечеринки по случаю дня рождения Дэйна, «The End of the World» Дэвиса Скитера играет в сцене в доме Фастоса, когда он укладывает своего сына спать, «Feels Like the First Time» группы Foreigner играет во время титров после сцены в середине титров.

## Маркетинг
Первые кадры фильма были выпущены в мае 2021 года в рамках рекламного ролика Marvel Studios, посвящённого их фильмам и возвращению в кинотеатры. Хотя отснятый материал был ограниченным и «неясным», Хоай-Тран Буй из /Film всё равно чувствовала, что это было «очень захватывающим». Хаим Гартенберг из The Verge чувствовал, что одним из самых больших моментов в кадрах было то, что Джоли держала в руках меч, сделанный из света. Он был также воодушевлён тем, что «Вечные», по-видимому, стал одним из первых фильмов Marvel, который «выполнил [их] многолетнее обещание создавать фильмы с более разнообразным актёрским составом». Майкл Арбайтер из Nerdist сказал, что отснятый материал был быстрым, но чувствовал, что он «управляет атмосферой удивления».
Первый тизер фильма был выпущен 24 мая 2021 года. Гартенберг чувствовал, что тизер дал мало сюжетных элементов, и вместо этого он сосредоточился на «охватывающем цивилизацию масштабе команды супергероев и её членов на протяжении всей истории человечества». Он также считал, что фильм был «большим замахом» от Marvel Studios, чтобы привлечь зрителей менее известным комиксом, но полагал, что он будет успешным благодаря разнообразному составу известных актёров и статусу Чжао как «одного из самых захватывающих режиссёров в мире». Чарльз Пуллиам-Мур из io9 чувствовал, что трейлер был «кратким изложением истории Земли за несколько тысячелетий», и сказал, что неясно, насколько более крупная КВМ повлияет на фильм, за исключением краткой отсылки к Мстителям в конце трейлера. Ник Романо из «Entertainment Weekly» чувствовал, что тизер представляет собой комбинацию «захватывающих, вызывающих мурашки по коже моментов» и некоторых шуток. Эрик Адамс из The A.V. Club чувствовал, что трейлер подразнивал некоторыми свежими ракурсами для КВМ, подобно фильмам «Тор: Рагнарёк» (2017) и «Стражи Галактики» (2014), и ему понравились кадры болливудского танца Кинго, исполняющей караоке Спрайт и финальной сцены, где Вечные едят вместе и шутят о Мстителях. Посмотрев тизер, Адам Б. Вэри из «Variety» описал фильм как «бесспорно кино Хлои Чжао», но он хотел, чтобы в тизере было больше боевых сцен, чтобы увидеть, как Чжао подойдёт к ним в фильме. Адель Анкерс из IGN обсудила постер, который был выпущен одновременно с трейлером, подчеркнув, как Вечные появляются силуэтом на залитом солнцем фоне, который она описала как «ещё один вкус фирменного стиля съёмок Хлои Чжао и использование естественного света для освещения кадра», который будет виден в фильме. После релиза тизер быстро стал самым популярным видео на YouTube и собрал 77 миллионов просмотров по всему миру за первые 24 часа. Президент Disney по маркетингу Асад Аяз сказал, что тизер был разработан, чтобы просто познакомить с персонажами и тоном и не выдать большую часть фильма, добавив, что команда маркетологов будет «очень рассудительна» в отношении того, когда будет раскрыто больше материала, а также используя релизы фильмов «Чёрная вдова» и «Шан-Чи и легенда десяти колец» перед «Вечными», чтобы помочь зрителям познакомиться с персонажами.
Финальный трейлер был выпущен в августе 2021 года, и Итан Шанфельд и Манори Равиндран из «Variety» сочли, что он был «более серьёзным по тону», чем тизер, так как Вечные «боролись с перспективой появления после столетий, прожитых порознь, чтобы помочь людям». Деван Когган из «Entertainment Weekly» посчитал, что трейлер был «лучшим проблеском фильма» и дал «представление об огромном размахе и масштабе фильма», отвечая при этом на «один важный вопрос» об отсутствии Вечных во время конфликта против Таноса в фильмах «Мстители: Война бесконечности» и «Мстители: Финал». Аарон Коуч из «The Hollywood Reporter» сказал, что трейлер «раскрывает большую часть сюжета [фильма], а также силы его персонажей, дразня ответами на ключевые вопросы о том, кому отвечают Вечные, их отношения с Землёй и почему они в конечном счёте не вмешались» в конфликт против Таноса.
В октябре 2021 года Lexus выпустил рекламный ролик, рекламирующий фильм и его спортивный седан Lexus IS 500, где Нанджиани снялся в главной роли Кинго, в то время как режиссёры КВМ Джо и Энтони Руссо руководили его разработкой, а Framestore работала над визуальными эффектами. В фильме будут показаны IS 500 и Lexus NX. Lexus создал десять концепт-каров по мотивам десяти персонажей фильма «Вечные». В фильме будут показаны IS 500 и Lexus NX.

## Прокат
Мировая премьера «Вечных» состоялась 18 октября 2021 года в Лос-Анджелесе, и фильм был показан на Римском кинофестивале 24 октября 2021 года. Лента вышла во многих европейских странах 3 ноября, в США и Великобритании — 5 ноября, в России — 8 ноября: лента стала первым проектом КВМ, получившим в России возрастное ограничение «18+». В сентябре 2021 года Disney объявила, что у фильма будет эксклюзивный театральный релиз минимум на 45 дней. «Вечных» ранее планировали выпустить 6 ноября 2020 года, прежде фильм был перенесён на 12 февраля 2021 года, а затем на ноябрь 2021 года из-за пандемии COVID-19. Он является частью Четвёртой фазы КВМ.

### Цензура
В мае 2021 года китайские государственные СМИ сообщили, что «Вечные», а также «Шан-Чи и легенда десяти колец» были исключены из списка предстоящих фильмов КВМ, что, как отмечает «Variety», «добавили слухов» о том, что фильмы не будут выпущены в Китае, особенно с тех пор, как Чжао стала «неожиданной персоной нон грата» в стране после того, как китайские сетянине внимательно изучили её замечания в интервью 2013 года для журнала «Filmmaker», в котором она описала Китай как «место, где повсюду ложь». К сентябрю 2021 года Deadline Hollywood сообщил, что остаётся «открытый вопрос», попытается ли китайское правительство или Чжао «исправить» ситуацию, но «кажется вероятным», что фильм не выйдет в Китае после реакции страны на «Землю кочевников», а также «Шан-Чи и легенда десяти колец», вероятно, не выйдет в стране также после негативной реакции на комментарии, сделанные звездой Симу Лю в 2017 году.
Фильм запретили к показу в Саудовской Аравии, Кувейте, Катаре, Бахрейне, Омане, Казахстане, Киргизии и Туркменистане из-за изображения гомосексуальной пары, в Афганистане из-за правления Талибана, в Северной Корее из-за запрета всего иностранного. В кинотеатрах Объединённых Арабских Эмиратов, Иордании, Ливана, Египта, Малайзии, Индонезии и Узбекистане была показана отредактированная версия фильма, где отсутствовали все любовные сцены, как гомосексуальные, так и гетеросексуальные. Актриса Анджелина Джоли раскритиковала решение стран запретить фильм, сказав: «Мне грустно за [этих зрителей]. И я горжусь Marvel за то, что они отказались вырезать эти сцены. Я до сих пор не понимаю, как мы живём в современном мире, где всё ещё есть [люди, которые] не хотят видеть семью, которую имеет Фастос, и красоту этих отношений и этой любви. То, как кто-то злится по этому поводу, угрожает этим, не одобряет или не ценит это, невежественно». Хааз Слейман, который играет мужа Фастоса Бена в фильме, также высказал ту же реакцию по этому поводу: «Они стояли на своём и сказали: „Нет, мы не собираемся ставить под угрозу целостность нашего фильма“. Это заставило эти арабские страны выглядеть такими невежественными и жалкими. Я не испытываю никакого уважения к этим правительствам. Они показали миру, что они являются позором не только для человечества, но и для Бога. Надеюсь, это вдохновит саудовский народ, кувейтский народ и народ Катара дать отпор».

### Выход на носителях
«Вечные» вышли на Disney+ 12 января 2022 года с возможностью просмотра кинотеатральной или специальной IMAX-версии. Выход на DVD и Blu-ray состоялся 15 февраля.

## Реакция

### Кассовые сборы
По данным на 14 ноября 2021 года, «Вечные» собрали по всему миру $281,4 млн, в том числе $118,8 млн — в США и Канаде, а $162,6 млн — в других странах.
Предварительные продажи билетов на «Вечных» в первые 24 часа составили $2,6 млн, превзойдя соответствующие показатели «Шан-Чи и легенды десяти колец» ($1,4 млн) и «Чёрной вдовы» ($2 млн). Сеть кинотеатров AMC Theatres сообщила о рекордном первом дне продаж 2021 года. В ноябре Fandango сообщил, что предварительные продажи для «Вечных» были вторыми по величине в 2021 году после «Чёрной вдовы».
В октябре 2021 года сайт Boxoffice Pro оценивал сборы фильма в дебютный домашний уикенд в $82–102 млн, а общие домашние сборы — в $210–280 млн. Позже из-за смешанных отзывов критиков сайт отредактировал свой прогноз: по новым данным в дебютный домашний уикенд лента должна собрать $67–92 млн, а в целом — $165–215 млн. По данным Deadline Hollywood, в настоящее время ожидается, что «Вечные» заработает $75 млн в течение домашней премьеры на выходных и около $150 млн по всему миру.

### Отзывы и оценки
На агрегаторе рецензий Rotten Tomatoes «рейтинг свежести» фильма находится на уровне 47 % на основе 398 отзывов со средней оценкой 5,6 из 10. Консенсус критиков гласит: «„Вечные“ — это амбициозная эпичная супергероика, которая чаще взлетает, чем падает. Фильм отправляет КВМ в новое интригующее направление, что иногда сбивает с толку». На Metacritic лента получила средневзвешенную оценку 52 балла из 100 на основе 51 рецензии, что, согласно классификации сайта, означает «смешанные или средние отзывы». «Вечные» стали самым низкооценённым фильмом КВМ на обоих сайтах, и первый фильм, который классифицируется как «гнилой» на Rotten Tomatoes. Зрители, опрошенные фирмой CinemaScore, дали фильму среднюю оценку «B» по шкале от A+ до F, самую низкую оценку для фильма КВМ, в то время как PostTrak сообщил, что 77 % зрителей дали ему положительную оценку, а 57 % сказали, что они определённо порекомендовали бы его.
Шарлотта О’Салливан из «Evening Standard» дала фильму 4/5 звезды, описав его как «щедрый», «амбициозный» и «более спорный». Она похвалила боевые сцены, описав их как «поразительные, красиво оформленные и наполненные деталями», а весь актёрский состав описала как «потрясающий», но чувствовала, что Чан была «немного деревянной». Роберт Абель из TheWrap похвалил операторскую работу фильма и чувствовал, что «в оперных ставках „Вечных“ есть серьёзность, которая каким-то образом помогает объединить то, что физически зрелищно и философично». Оливер Джонс из Observer заявил, что фильм был «полон чудес и романтики и подпитывался собственной повесткой дня и смелостью», и чувствовал, что «одним из самых впечатляющих аспектов „Вечных“ является то, как самобытность культурно репрезентативной команды мощно и существенно влияет на тему и историю». Оуэн Глейберман из «Variety» был разочарован отсутствием у Чжао кинематографического стиля, который сформировал её фильмы «Наездник» (2017) и «Земля кочевников» (2020), для «принятия прямолинейной экспозиционной условности кинопроизводства Marvel», но он чувствовал, что фильм был «откровенно весёлым и приятным при просмотре», несмотря на большой хронометраж, и «очень стандартным» фильмом о супергероях. Он посчитал «Вечных» выигрышным прототипом более динамичного инклюзивного мира супергероев. Мойра Макдональд из «The Seattle Times» поставила ленте 3 из 4 звезд, написав, что у него «есть свои недостатки; в двух словах, он слишком длинный… в середине фильма есть довольно медленные места, и ему отчаянно нужно немного больше остроумия», но добавила: «что у него есть, так это ощутимая искусность; это фильм полон супергероев, которые тратят время на чувственные размышления, и спецэффектов, часто довольно изящных и элегантных». Она описала «Вечных» как «другой вид фильма о супергероях; не всем по вкусу, но сделанный для всех нас».
Три критика дали фильму три звезды из пяти: Линда Маррик из «The Jewish Chronicle» описала его как «мешанину благонамеренной, но в то же время раздражающе многословной и сбивающей с толку бессвязной чепухи, которую разве что спасают некоторые наполовину приличные выступления»; Николас Барбер из BBC Culture чувствовал, что режиссура фильма Чжао «как и ожидалось, вызовет изумление с отвисшей челюстью, а не скупую оценку эффективной и искусной работы»; а Кларисса Лафри из «The Independent» сказала, что он «стремится к той же экспансивной душевности», что и «Земля кочевников», «но обнаруживает, что места хватает только для его случайного всплеска». Брайан Труитт из «USA Today» дал фильму 2,5 звезды из 4; он посчитал, что «„Вечные“ визуально непохожи ни на один другой фильм Marvel и, возможно, являются лучшим проектом для зрителей-новичков КВМ за последние годы» из-за «склонности Чжао к натурным съёмкам», но написал, что повествование «изо всех сил жонглирует множеством сюжетных линий и пытается сделать слишком много за свои здоровенные два часа и 37 минут». Марк Кеннеди из Associated Press дал фильму аналогичный рейтинг, критикуя его диалоги и боевые сцены, но хваля его визуальные эффекты и выступление Нанджиани. Ширли Ли из «The Atlantic» раскритиковала использование экспозиции в фильме, отметив: «Тем не менее, то, как Чжао деликатно изучает своих персонажей, затмевает более скучные и запутанные моменты фильма».
Три критика дали фильму две звезды из пяти: Робби Коллин из «The Daily Telegraph» чувствовал, что лента «постоянно занимается своего рода театром аутентичности, изо всех сил стараясь показать вам, что он делает всё, что делает правильное кино, хотя ничего из этого не приносит фильму никакой заметной пользы»; Кевин Мар из «The Times» чувствовал, что «в основе этого знакового блокбастера лежит странная энергия самосаботажа»; Стив Роуз из «The Guardian» чувствовал, что он «не совсем скучный — всегда есть что-то новое, на что можно посмотреть — но и он не особенно захватывающий, и в нём нет беззаботного остроумия лучших фильмов Marvel», далее описывая это «как идти на просмотр фильма „Мстители: Финал“, не посмотрев ни один из предыдущих проектов». К. Остин Коллинз из «Rolling Stone» чувствовал, что фильм «хорошо говорит нам, куда смотреть, впечатляет нас своим искусственным чувством величия», но добавил, что ему не хватает «какого-либо достоверного представления о том, что на самом деле стоит видеть». Джастин Чанг из «Los Angeles Times» сравнил ленту с фильмами «Древо жизни» и «Бессмертная гвардия», чувствуя «удручающее осознание того, что вы только что увидели один из самых интересных фильмов, которые когда-либо снимет Marvel, и, надеюсь, наименее интересный фильм, который когда-либо снимет Хлоя Чжао». Брайан Лоури из CNN чувствовал, что «сможет ли эта тысячелетняя история о бессмертных, скрывающихся на Земле, повторить историю, послужит знаком о силе студии, особенно потому, что структурные недостатки фильма компенсируют его потрясающие визуальные эффекты и сильная актёрская игра». Кайл Смит из «National Review» был более критичен в своём обзоре фильма, описав его как «один из самых тупых, самых притворных, самых банальных и наименее человечных из 26 фильмов КВМ».
Смешанная реакция застала некоторых обозревателей врасплох, учитывая положительный послужной список КВМ и признание предыдущих работ Чжао. Ричард Ньюби из «The Hollywood Reporter» написал, что «большая часть критики работы Кёрби», которая была противоречивой из-за её предмета и отношения к более широкой Вселенной Marvel, «последовала за Чжао в её адаптации». Ньюби сравнил противоречивый приём с приёмом на фильмы Зака Снайдера «Человек из стали» и «Бэтмен против Супермена: На заре справедливости» (2016) из Расширенной вселенной DC, написав, что эти фильмы и «Вечные» разделяют «деконструктивный подход к супергероям и заставляют их сомневаться в своей цели в мире, посредством медитативного и меланхоличного повествования, и имеют трагический, но обнадёживающий конец». Этот подход, по мнению Ньюби, подорвал ожидания критиков и зрителей, что заставило их оценивать фильм более жёстко.

## Документальный выпуск
В феврале 2021 года было объявлено о серии документальных выпусков «Marvel Studios: Общий сбор». Выпуски расскажут о создании фильмов и телесериалов КВМ вместе с актёрами и создателями проектов. Специальный выпуск о создании «Вечных» вышел на Disney+ 16 февраля 2022 года.

## Будущее
В ноябре 2021 года Каз и Райан Фирпо выразили заинтересованность в создании сериала-приквела «Вечных» для Disney+. В январе 2022 года Джемма Чан заявила, что в будущем она вновь вернётся к роли Серси. В июле 2022 года Кевина Файги спросили о будущем Стайлза в MCU, и он сказал, что Marvel Studios с нетерпением ждет дальнейшего развития персонажей Эроса и Пипа в рамках более масштабных историй MCU. Месяц спустя Освальт сообщил, что Marvel Studios подтвердила сиквел, и Чжао вернётся в качестве режиссёра. Он выразил надежду, что в сиквеле будет продолжена история Эроса и Пипа, и выразил интерес к созданию спин-оффа для этих персонажей. В октябре Мур заявил, что Marvel намерена вернуть персонажей Вечных в будущем MCU. В следующем месяце Нанджиани заявил, что не знал о сиквеле и считает, что Освальт ошибся, но выразил заинтересованность повторить роль Кинго. В декабре агентство талантов Дона Ли сообщило, что он повторит свою роль Гильгамеша в сиквеле «Вечных». Освальт разъяснил свои заявления в феврале 2023 года, сказав, что на тот момент сиквел не находился в разработке и что его ввели в заблуждение.

## Комментарии
1. ↑  Чжао указана как и сольный сценарист, так и часть сценарной команды вмести с Бёрли.[1][2]

1. ↑  Действие «Вечных» разворачивается через 8 месяцев после событий фильма «Мстители: Финал» (2019).
2. ↑  Подтверждено, что это Блэйд.[9]